# Patil Rudrankksh Balasaheb
Patil Rudrankksh Balasaheb (16 de diciembre de 2003) es un deportista indio que compite en tiro, en la modalidad de rifle. Ganó una medalla de oro en el Campeonato Mundial de Tiro de 2022, en la prueba de 10 m.

## Palmarés internacional
| Campeonato Mundial | Campeonato Mundial | Campeonato Mundial | Campeonato Mundial |
| Año                | Lugar              | Medalla            | Prueba             |
| ------------------ | ------------------ | ------------------ | ------------------ |
| 2022               | El Cairo (Egipto)  | Medalla de oro     | Rifle 10 m         |